# Philippe Richer
Pour les articles homonymes, voir Richer.
Ne doit pas être confondu avec Philippe Richert.
Philippe Richer, né le 20 novembre 1923 à Paris où il est mort le 6 février 2018, est un diplomate et historien français, spécialiste de l'Asie.

## Biographie
Philippe Richer est né à Paris le 20 novembre 1923, dans une famille de la haute bourgeoisie, avec des racines à Chartres, en Ariège et en Bretagne. Il a fait sa scolarité au lycée Montaigne et au lycée Saint-Louis. Il est diplômé de l'Institut d'études politiques de Paris (section Relations internationales, promotion 1952) et ancien élève de l'École spéciale militaire de Saint-Cyr et de l'École nationale d'administration (promotion Guy-Desbos). Il a aussi étudié à l'Université Columbia à New York et à l'Université d'Oxford.[réf. souhaitée]

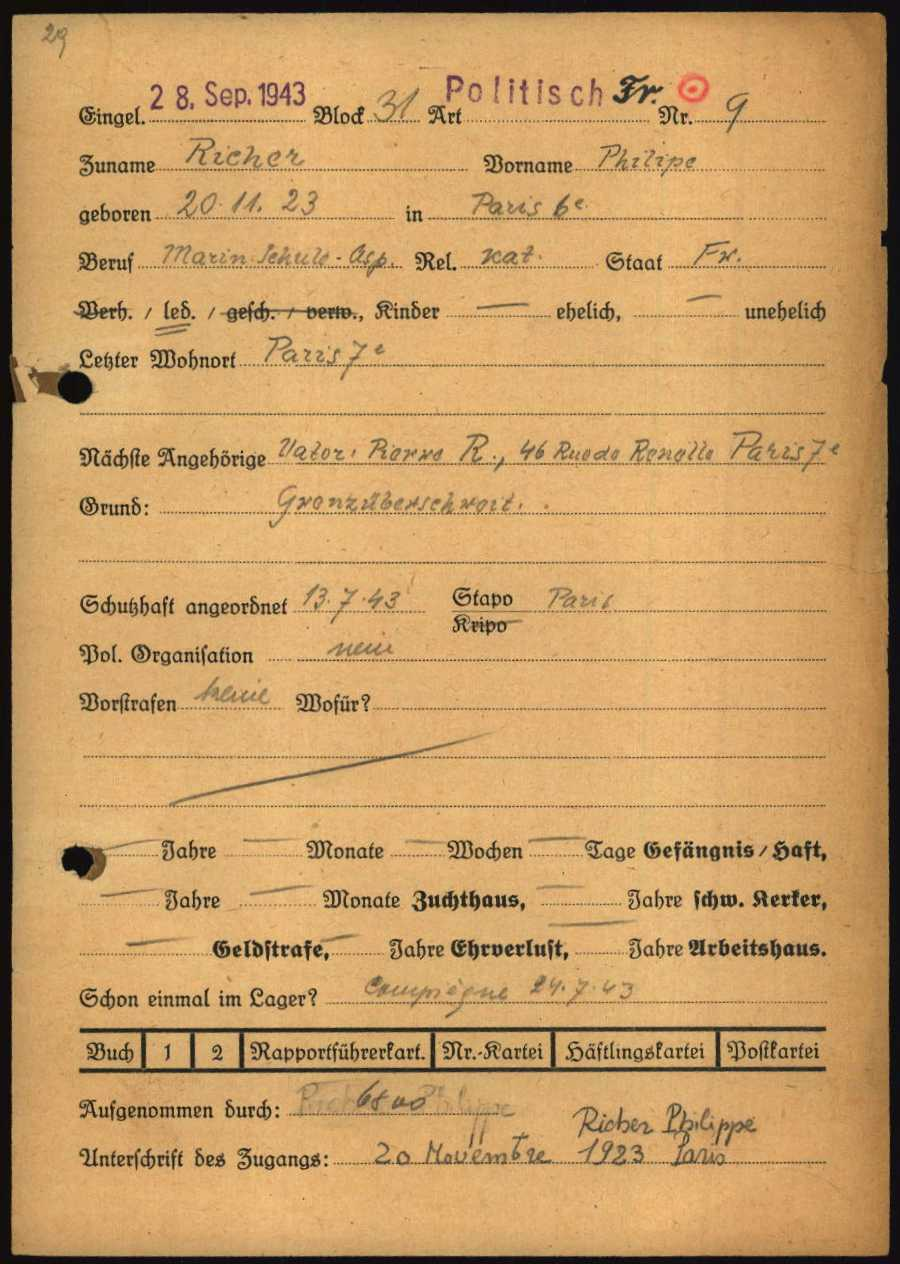
Formulaire d'enregistrement de Philippe Richer en tant que prisonnier au camp de concentration nazi de Buchenwald. Le cercle rouge avec un point près du coin supérieur droit identifie un prisonnier soupçonné d'avoir tenté de s'échapper («Fluchtverdächtiger»).

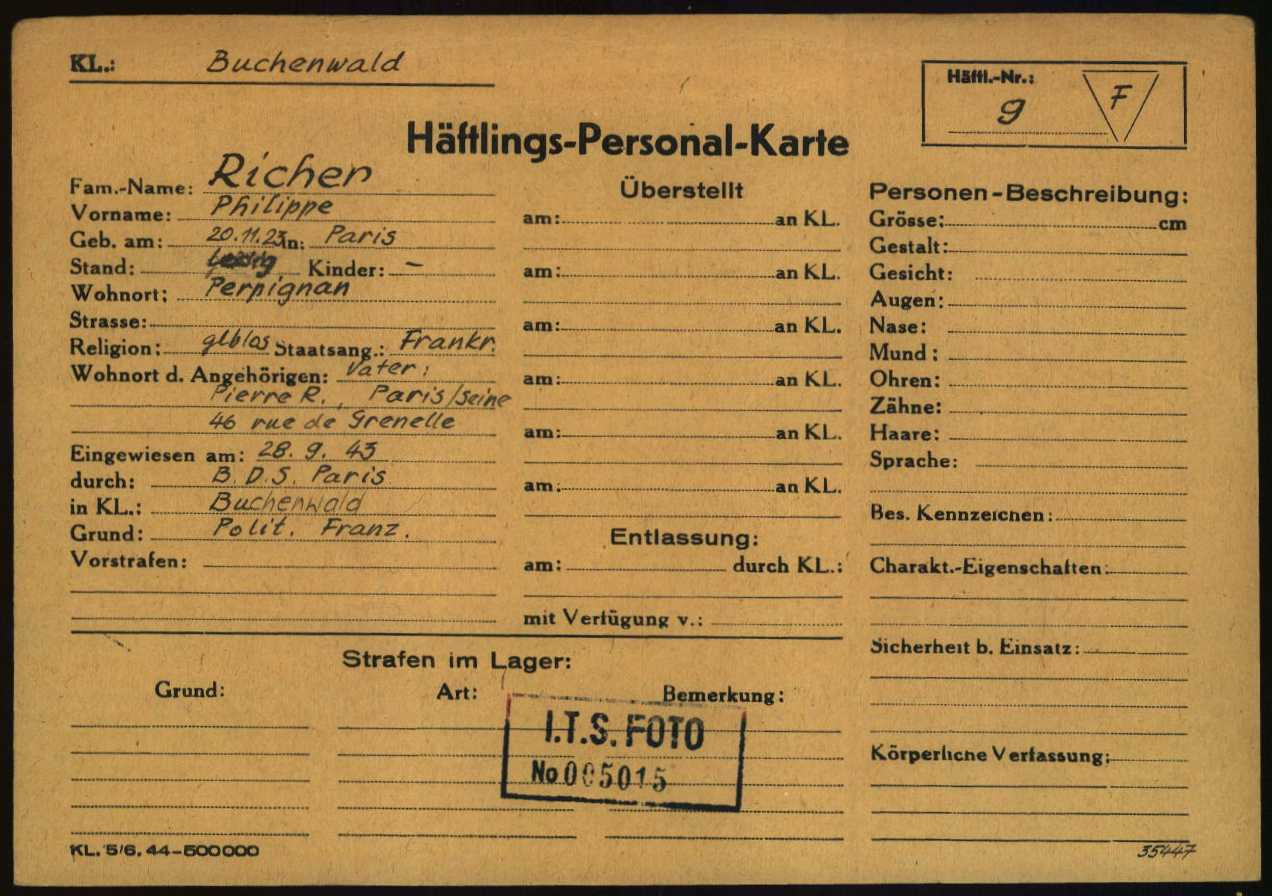
Carte de prisonnier (également de Buchenwald).

En 1943, âgé de 19 ans, il tenta de rejoindre les forces françaises en Afrique du Nord, mais fut trahi par un passeur et envoyé au camp de concentration de Buchenwald. Il s'évada du train qui le transportait, mais fut de nouveau capturé. Il demeura prisonnier à Buchenwald de juillet 1943 jusqu'à la libération du camp le 11 avril 1945.
Il entra dans la carrière diplomatique et fut en poste à Alger, dans la première représentation diplomatique après l'Indépendance, à Moscou et à Bucarest, entre autres. En 1965, il fut Ministre Plénipotentiaire en Mongolie, le premier envoyé diplomatique français en Mongolie depuis Saint Louis en 1253. Il fut ambassadeur de France à Hanoï (Viêt Nam) de 1974 à 1976, au moment de la chute de Saïgon.
Gaulliste convaincu, il s'opposa à la prise de pouvoir par de Gaulle en 1958, la jugeant insuffisamment démocratique, et soutint Pierre Mendès France. Il fut nommé conseiller d'État en 1982 par François Mitterrand, premier membre du Parti Socialiste à intégrer le Conseil d'État depuis plusieurs décennies[réf. nécessaire].
Grand ami de Stéphane Hessel, il organisa avec lui des séminaires annuels pour des lycéens européens, afin de les sensibiliser aux droits de l'Homme et aux idéaux démocratiques et de la Résistance.
Il est fait grand officier de la Légion d'honneur en décembre 2013.
Il meurt le 6 février 2018, à l'âge de 94 ans, dans le 6e arrondissement de Paris.

## Ouvrages
- La Chine et le Tiers Monde, Payot, 1971.
- L’Asie du Sud-Est. Indépendances et communismes, Imprimerie nationale, 1981.  (ISBN 9782110807588)
- Jeu de quatre en Asie du Sud-Est, PUF, 1982.
- La Chine de 1949 à nos jours (en collaboration avec Jean-Luc Domenach), Imprimerie nationale puis Le Seuil, deux volumes, 1987 et 1995 :  (ISBN 978-2-02-023746-8)
- L’Asie du Sud-Est, Flammarion, 1996.
- Hanoï 1975 : un diplomate et la réunification du Viêt-nam, L'Harmattan, Collection Mémoires asiatiques, 1993.
- Crises en Asie du Sud-Est, Presses de Sciences Po, 1999.
- Le Cambodge : une tragédie de notre temps, Paris, Presses de la Fondation nationale des sciences politiques, coll. « Collection académique », 30 septembre 2001, 221 p. (ISBN 978-2-7246-0854-0)
- Dans tous mes états - un itinéraire français, Les Indes Savantes, 2013.  (ISBN 978-2-84654-305-7)
- La Chine au milieu de l'Asie : de Mao à Xi, Paris, Les Indes Savantes, 2017, 240 p. (ISBN 978-2-84654-462-7)

## Prix
- Prix littéraire de l'Asie 1982.